# Qiao Ye
Qiao Ye (xinès simplificat: 乔叶) (Xiuwu 1972 -) Assagista i escriptora xinesa.

## Biografia
Qiao Ye va néixer l'any 1972 a Xiuwu, província de Henan a la Xina. Va estudiar a l'acadèmia de literatura Lu Xun.

#### Trajectòria literària
La carrera literària de Qiao s'ha mogut entre l'assaig i la ficció, que ha anat alternat durant els anys. Va començar a escriure a principis de la dècada de 1990 quan era mestra, i va començar amb assaigs (sanwen 散文). Va publicar el seu primer text el febrer de 1993 al suplement del Journal of Youth of China (中国青年报 副刊): "No tingueu cap simpatia per mi" (别同情我). Després va ampliar les seves publicacions a diversos altres diaris, inclòs el Diari del Poble (人民日报).
De 1994 a 1995, va escriure una columna d'assaig al Youth Monthly: "A l'ombra verda de Qiao Ye" ("乔叶绿荫下"), un títol que juga amb el seu nom, que significa "fulla d'un bosc alt". Després, el 1996, va publicar la seva primera col·lecció amb les Edicions Populars de Xangai: "Lonely Paper Lantern" (孤独的纸灯笼).
L'any 2001, després de treballar a l'Acadèmia Provincial de Literatura de Henan, va centrar la seva activitat en les obres de ficció i va passar un any creant la seva primera novel·la llarga 守口如瓶 "Keep Mouth", que va ser publicada per la revista "Chinese Writers" el 2003.
El setembre de 2009, va publicar una col·lecció de sis contes: "El més lent és viure" (最慢的是活着). Segons alguns crítics són històries que irradien un encant discret, que expliquen temes banals, però on prevalen l'emoció i la poesia, com a "Aquí està la carta d'amor que vaig escriure" (那是我写的情书) o "Quan floreix el bàlsam" (指甲花开). A finals de 2015 va publicar una nova col·lecció de sanwen: "A Saucer of Tea for the Heart" (一盏心茶).
Qiao Ye és membre de l'Associació d'Escriptors Xinesos, de l'Acadèmia Literària de Henan i vicepresidenta de l'Associació d'Escriptors de Henan.

## Obres destacades
| Any  | Títol xinès      | Títol anglès                            |
| ---- | ---------------- | --------------------------------------- |
| 1993 | 别同情我         | Don't Sympathize with Me                |
| 1996 | 孤独的纸灯笼     | Lonely Paper Lantern                    |
| 1998 | 坐在我的左边     | Sit on My Left                          |
| 2000 | 迎着灰尘跳舞     | Dancing in the dust                     |
| 2001 | 自己的观音       | My Guanyin to me                        |
| 2003 | 守口如瓶         | Keep Mouth                              |
| 2004 | 紫蔷薇影楼       | The Photography Studio of Lagerstroemia |
| 2005 | 我们的翅膀店     |                                         |
| 2007 | 我承认我最怕天黑 |                                         |
| 2013 | 认罪书           |                                         |
| 2014 | 雨丝             | Drizzle                                 |
| 2015 | 一盏心茶         | A Saucer of Tea for the Heart"          |

#### Premis
Ha guanyat el Premi Literari Zhuang Zhongwen, el Premi de Mitjans de Literatura Xinesa, el Premi Centes Flors, el Premi Literari Octubre, el Premi Literari de Beijing, el Premi Literari del Poble, el Premi Anual de Novel·la Xina, el primer Premi Literari Jinxiu i el Premi Dafu de Novel·la. També el Premi Lu Xun de Literatura per "The Slowest Is Living", sobre la vida d'una dona tradicional xinesa, basada en la seva pròpia àvia. El 2023 va rebre el Premi Mao Dun de Literatura per "Baoshui" (宝水).